# Elena Ionescu
Elena Ionescu (n. 17 mai 1988, Caracal, Olt, România) este o cântăreață română, fostă elevă la Colegiul Național „Ioniță Asan” din Caracal, orașul ei natal. A frecventat cursurile școlii populare de artă locale (secții de canto și teatru) și în prezent își continuă studiile artistice cu profesori de canto și instructori de dans din București. A participat la foarte multe concursuri, festivaluri și emisiuni TV ( Atenție se cântă - TVR2; Sunetul muzicii - TVR Craiova etc). A câștigat mai multe premii în muzică și a absolvit cursuri de modeling în Craiova. Consideră că Mandinga i-a oferit o șansă unică și vrea să demonstreze că poate să se ridice la înălțimea așteptărilor. A aflat de castingul pentru Mandinga din presă și a avut curajul să se înscrie. A ajuns în finala de la TVR2 și, din 26 martie 2006, a devenit una dintre cele două soliste ale trupei. Deoarece vorbește fluent spaniola, Elena comunică foarte bine cu cele două colege din Cuba. Pe 17 mai 2006, atunci când ea a împlinit 18 ani, echipa Mandinga i-a organizat o petrecere surpriză. Trupa Mandinga a mulțumit colectivului de profesori de la Colegiul Național „Ioniță Asan”, pentru înțelegerea de care au dat dovadă și sprijinul acordat Elenei.
Elena a făcut parte din trupa Mandinga din 2006 până în anul 2016, decizând să părăsească trupa pentru o carieră solo. A reprezentat România la "Eurovision Song Contest 2012" în Baku, Azerbaidjan cu piesa "Zaleilah". În clasamentul final, trupa Mandinga, alături de Elena, a ocupat locul 12. 
În 2018, ea s-a măritat cu Dragoș Stanciu, din relație rezultând un copil. Un an mai târziu, au divorțat.
A participat la "Te cunosc de undeva" în 2014 pe Antena 1 și la concursul sportiv Survivor 2020 de la Kanal D. Pe data de 31 mai 2020 Elena Ionescu a fost declarată câștigătoarea concursului Survivor, intrând în posesia premiului în valoare de 250.000 de lei. Ca urmare a experienței de la Survivor, cântăreața a compus piesa „Noaptea albă”.

## Cariera solo

### Cântece
- 2016: "Decembrie de poveste"
- 2017: "Elena Ionescu - Spune-i (feat. Mahia Beldo)"
- 2017: "Laleyla"
- 2017: "Al 6-lea simț"
- 2019: "Sube el volumen"
- 2019: " Ce e dragostea?"
- 2020: "Noapte albă"

## Ca invitată
- 2016: "Pasiune" (Puya feat. Vescan)
- 2017: "Scandalos" (Puya)
- 2017:"După ani și ani" (Mihai Chitu)
- 2017: "Nopțile de vară" (SuperChill)
- 2018: "Latina" (SuperChill)
- 2018: "Ploaia și focul" (Glance)
- 2019: "La Fama" (Wendell)
- 2019: "Yolanda" (SuperChill)